# 成都石室中学初中学校
成都石室中学初中学校（简称石室初中）于2009年5月8日成立。是一所由成华区教育局主管、石室中学领办的公办初中。